# Аргунов, Павел Иванович
Павел Иванович Аргунов (1768, Санкт-Петербург, Российская империя — 1806) — русский архитектор, крепостной графа Н. П. Шереметева.

## Биография
Родился в 1768 году в Санкт-Петербурге. Принадлежал к третьему поколению «домовых зодчих» Аргуновых.
Рисованию и черчению Аргунов выучился у отца, Ивана Петровича, крепостного художника. Архитектуре учился у дяди, крепостного архитектора Федора Аргунова. Продолжил образование Аргунов у В. И. Баженова, чьи уроки дополнились изучением петербургского дворцового зодчества.
В 1793 году был главным архитектором строительства дворца-театра в Останкино (построен в стиле классицизма XVIII века). Работал над проблемой театральных зданий — оптической видимостью сцены, конструированием зрительного зала.
В 1804 году разработал проект для строительства дома в усадьбе Жихарево под Москвой.
Умер крепостным в 1806 году. Похоронен на Волковом кладбище в Петербурге.